# مجد همگر
خواجه مجدالدین هبه‌الله بن احمد (یا محمد) بن یوسف همگر مشهور به ابن همگر یزدی و مجد همگر یزدی (۶۰۷–۶۸۶ قمری) از شاعران و پارسی‌گویان سدهٔ هفتم هجری معاصر با ابآقاخان و سعدی شیرازی است. دیوان منسوب به مجد همگر در حدود سه هزار بیت در قالب‌های قصیده، غزل، قطعه، رباعی و مثنوی دارد. دیوان وی چاپ شده و حاوی مطالب ارزشمندی در باب مسائل ادبی و اجتماعی سده هفتم هجری است. مجد در نثر فارسی نیز توانا بود چنانچه بدر جاجرمی او را منشی کلام نامید.
وی از بزرگ‌زادگان یزد بوده و خود را از تبار ساسانیان می‌دانسته و به اصل و نسب خویش فخر می‌کرده است. او سال‌های متمادی از عمر خود را در خدمت پادشاهان سَلغُری فارس گذرانده و آنان را ستایش گفته و سمت ملک‌الشعرائی داشته است. او پس از فروپاشی حکومت اتابکان فارس، به قراختائیان کرمان و پس از آن به خاندان جوینی در اصفهان پیوسته است و پس از نابودی جوینیان، در تنهایی و بی کسی در اصفهان درگذشته است.
بحث در سبک شعر مجد همگر از روزگار خود او مرسوم بود. ذوالفقار شروانی (درگذشت: ۶۷۹ ه‍.ق)، معاصر مجد همگر، نخستین کسی است که دست به نقد سبک‌شناسانه او زده است. ذوالفقار او را در شعر عراقی قوی‌تر از شعر خراسانی می‌داند.
اهمیت دیوان این شاعر (جدا از قصاید و غزلیات) به خاطر رباعیات سهل، روان و لطیف است. تصاویر خیال‌انگیز به کار رفته در رباعیات وی، وقتی با تجربیات حسی شاعر درمی‌آمیزد، بی‌همتا است. این تصاویر بدیع و زیبا باعث گردیده، رباعیات این شاعر را به گونه ترانه‌های لطیف و عاشقانه‌ای درآورد که او را در بین شاعران رباعی‌سرای همعصر ممتاز سازد. اندیشه‌های باریک و دقیق و مضامین به کار رفته در این رباعیات نیز قابل توجه است. این اندیشه‌ها گاهی با مضامین حکمی و اجتماعی درآمیخته و رباعیات حکمی و اجتماعی زیبایی را می‌سازد. گفتنی است کثرت رباعیات این شاعر نیز از جهت سبک‌شناسی تاریخی، قابل بررسی است چرا که این شاعر را به عنوان شاعری قصیده سرا می‌شناسند. در حالی که از وی بیش از ۱۰۰۰ رباعی در جنگ‌ها و تذکره‌های خطی و چاپی وجود دارد که فقط ۶۰۹ رباعی از این مجموع در نسخه مکتوب به خط نوه او باقی مانده است. بر این اساس، مجد همگر را از لحاظ کمیت رباعیات، می‌توان از رباعی‌سرایان مهم سده هفتم هجری به‌شمار آورد که این نکته کمتر مورد توجه تاریخ ادبیات نگاران و تراجم احوال نویسان واقع شده است.
دیوان این شاعر پرمایه و لطیف طبع، برای نخستین و آخرین بار توسط احمد کرمی در سال ۱۳۷۵ از سوی انتشارات «ما» به چاپ رسید. این دیوان مشتمل بر مقدمه‌ای است که برخی از سخنان نویسندگان دربارهٔ این شاعر و نیز مجموعه دیوان وی را از قصاید و غزلیات و رباعیات دربردارد. ویرایشگر در تهیه این دیوان، چند نسخه متعلق به سده یازدهم و پس از آن در دست داشته و تنظیم و تفکیک اشعار کتاب نیز بر مبنای نسخه‌ای صورت پذیرفته که کتابت جدیدی داشته است.

## زندگی
وی در نیمه‌های سال ۶۰۷ در یزد زاده شد و در نزد عبیدالله خشیبی شعر و انشاء و خوش‌نویسی آموخت. پس از آن از یزد به شیراز رفت و به خدمت پادشاهان سلغری رسید. مدتی به امر وزارت اشتغال داشته، شعرای آن زمان او را به استادی مسلّم می‌داشته و نسبت میانه شعر از او سؤال می‌نموده‌اند.
در فارس، ابن همگر ابوبکر بن سعد و سعد بن ابوبکر و محمد بن سعد را مدح کرد و در نزد این پادشاهان رتبهٔ ملک‌الشعرایی یافت. اتابک ابوبکر او را به زندان انداخت و پس از مدتی اسارت به شفاعت فخرالدین ابوبکر وزیر اتابک رهایی یافت.
پس از زوال حکومت سلغریان در سال ۶۳۳ هجری، مجد همگر از شیراز به کرمان رفت تا در پناه قراختاییان کرمان درآید. پس از مدتی، ابن همگر دوباره به شیراز بازگشت و شمس‌الدین محمد و بهاءالدین محمد و همچنین عطاملک جوینی از او پشتیبانی کردند.
پس از حمله قوم مغول و تاتار، مجد همگر به اصفهان رفت و در سال ۶۸۶ در اصفهان وفات کرد. قبر منسوب به او در اصفهان واقع است و به وزیرنشان معروف است.